# Bahnhof Himeji
Der Bahnhof Himeji (japanisch 姫路駅 Himeji-eki) in der Großstadt Himeji in Japan ist ein regional wichtiger Bahnhof der ehemals staatlichen Eisenbahngesellschaft Japan Railways, und unter dem Namen Sanyō-Himeji westliche Endstation der Bahngesellschaft San’yō Denki Tetsudō.
Der Bahnhof Himeji wurde 1888 von der 1909 verstaatlichten San’yō Tetsudō gebaut und ist damit einer der frühesten Bahnhöfe Japans.

## Linien
- Der JR San’yō-Shinkansen führt von Shin-Ōsaka über Himeji bis Hakata:
- Die JR Kōbe-Linie ist von Kōbe kommend die Weiterführung der Tōkaidō-Hauptlinie, von Himeji bis Fukuoka auf Kyūshū heißt sie Sanyō-Hauptlinie.
- Die JR Bantan-Linie führt von Himeji 66 km nach Norden bis Wadayama.
- Die JR Kishin-Linie führt von Himeji aus über Tsuyama bis in die etwa 160 km entfernte Kleinstadt Niimi im Nordwesten der angrenzenden Präfektur Okayama.

Die Züge der San’yō-Hauptlinie der privaten San’yō Denki Tetsudō verkehren zwischen Himeji und Nishidai in Kōbe auf eigenen Gleisen, und weiter auf städtischen Gleisen der Strecke Kōsoku-Kōbe und Gleisen der Hankyū Dentetsu bis hinter das Stadtzentrum Kōbes.

## Nutzung
Im Jahr 2005 nutzten im Durchschnitt täglich 45.926 Personen die JR-Linien an diesem Bahnhof.